# Внутриматериковый умеренный дождевой лес Северной Америки
Внутриматериковый умеренный дождевой лес Северной Америки — разобщенный умеренный дождевой лес площадью 70 000 км², простирающийся от южной части Британской Колумбии в Канаде до территории штатов Вашингтона, Айдахо и Монтаны на территории США. Расположен в так называемом внутреннем влажном поясе, примерно в 500-700 км от побережья Тихого океана. Является одним из крупнейших внутриматериковых умеренных дождевых лесов в мире со среднегодовым количеством осадков от 700 до 1500 мм. Его участки расположены на наветренных склонах Скалистых гор и гор Колумбия, простираясь примерно на 1000 км от 45° до 54° северной широты.